# Mistrzostwa Polski w koszykówce mężczyzn (1937)
Mistrzostwa Polski w koszykówce mężczyzn 1937 – 9. edycja mistrzostw Polski w koszykówce mężczyzn (MP), przeprowadzona przez Polski Związek Piłki Ręcznej w 1936 r. i 1937 r., po rocznej przerwie. W 1936 r. mistrza Polski nie wyłoniono, bowiem w 1935 r. podjęto decyzję o reformie systemu rozgrywkowego, na mocy której od sezonu 1937 turnieje finałowe MP zamiast na boiskach otwartych odbywały się w obiektach zamkniętych (halach sportowych). W turnieju finałowym MP 1937, zorganizowanym w Poznaniu w dniach 12-15 marca 1937 wzięło udział 11 drużyn (triumfatorów mistrzostw okręgowych, za wyjątkiem mistrza Łodzi, który zrezygnował ze startu). Najlepsze okazały się AZS Poznań (mistrz kraju), KPW Poznań i Cracovia.

## Klasyfikacja końcowa
| Miejsce | Zespół             | Mecze | Zwycięstwa-porażki | Bilans punktów |
| złoto   | AZS Poznań         | 3     | 3-0                | 105:82         |
| 2.      | KPW Poznań         | 3     | 2-1                | 114:97         |
| 3.      | Cracovia           | 3     | 1-2                | 91:108         |
| 4.      | KPW Orzeł Warszawa | 3     | 0-3                | 80:103         |

## Składy drużyny
W skład poszczególnych zespołów wchodzili m.in.:
- AZS Poznań: Różycki, Czaplicki, Śmigielski, Kasprzak II, Dereziński, Pokorski
- KPW Poznań: Grzechowiak, Patrzykont, Fr. Szymura, St. Szymura, Zdz. Kasprzak I, Brzeziński
- Cracovia: Czajczyk, Pluciński, Resich, Miodoński, Zdzisławski, Kachla, Więckowski, Michalski
- KPW Orzeł Warszawa: Zgliński, Kapałka, Czyżykowski, Gregołajtis, Menel, Sowiński